# Onze-Lieve-Vrouw-Tenhemelopnemingskerk (Chevremont)
De Onze-Lieve-Vrouw-Tenhemelopnemingskerk is een kerkgebouw in Chevremont in de gemeente Kerkrade in de Nederlandse provincie Limburg. Voor de kerk staat een Heilig Hartbeeld. Ook staan een Sint-Barbarabeeld en een Sint-Michaëlbeeld.
De kerk is gewijd aan de Onze-Lieve-Vrouw-Tenhemelopneming.

## Geschiedenis
In 1952 werd de parochie gesticht.
Op 16 mei 1954 werd de eerste steen gelegd van de noodkerk, dat tegelijk gebruikt werd als verenigingslokaal, naar het ontwerp van G. Steinfeld. In november 1954 werd de noodkerk in gebruik genomen.
In 1961 begon de bouw van de kerk, met op 25 juni 1961 de eerstesteenlegging. Op 24 december 1961 werd de nieuwe kerk ingezegend. In september 1962 werd de losse klokkentoren opgericht.

## Opbouw
Het kerkgebouw is een niet-georiënteerde zaalkerk met een rechthoekig plattegrond en is opgetrokken in beton, baksteen en natuursteen. Aan de oostzijde staat een losse klokkentoren met een Sint-Barbarabeeld en een Sint-Michaëlbeeld.
Het golvende dak lijkt sterk op dat van de Heilige-Familiekerk.